# Lukavice (kraj ołomuniecki)
Lukavice (niem. Lukawetz) – gmina w Czechach, w powiecie Šumperk, w kraju ołomunieckim. Według danych ze spisu ludności z 2021 gmina liczyła 810 mieszkańców.
Składa się z trzech części:
- Lukavice
- Slavoňov
- Vlchov

Zobacz też:
- Lukavice